# Качана каша
Катанка, или качана каша (укр. качана каша) — блюдо из пшена, муки и яиц в традиционной украинской и русской кухне. Название происходит от процесса приготовления: пшено для каши сначала качают, трясут или катают, чтобы каждое зерно покрылось тестом.
В Украине качана каша готовится в Диканьском и Зеньковском районах Полтавской области, и является усовершенствованным вариантом каши затирки.
Аналогичное блюдо готовят и в селе Роговатое в Старооскольском городском округе Белгородской области России, где оно называется катанка, реже — накотка. Ежегодно в селе проходит фестиваль русской кухни «Роговатовская катанка»..

## Галерея

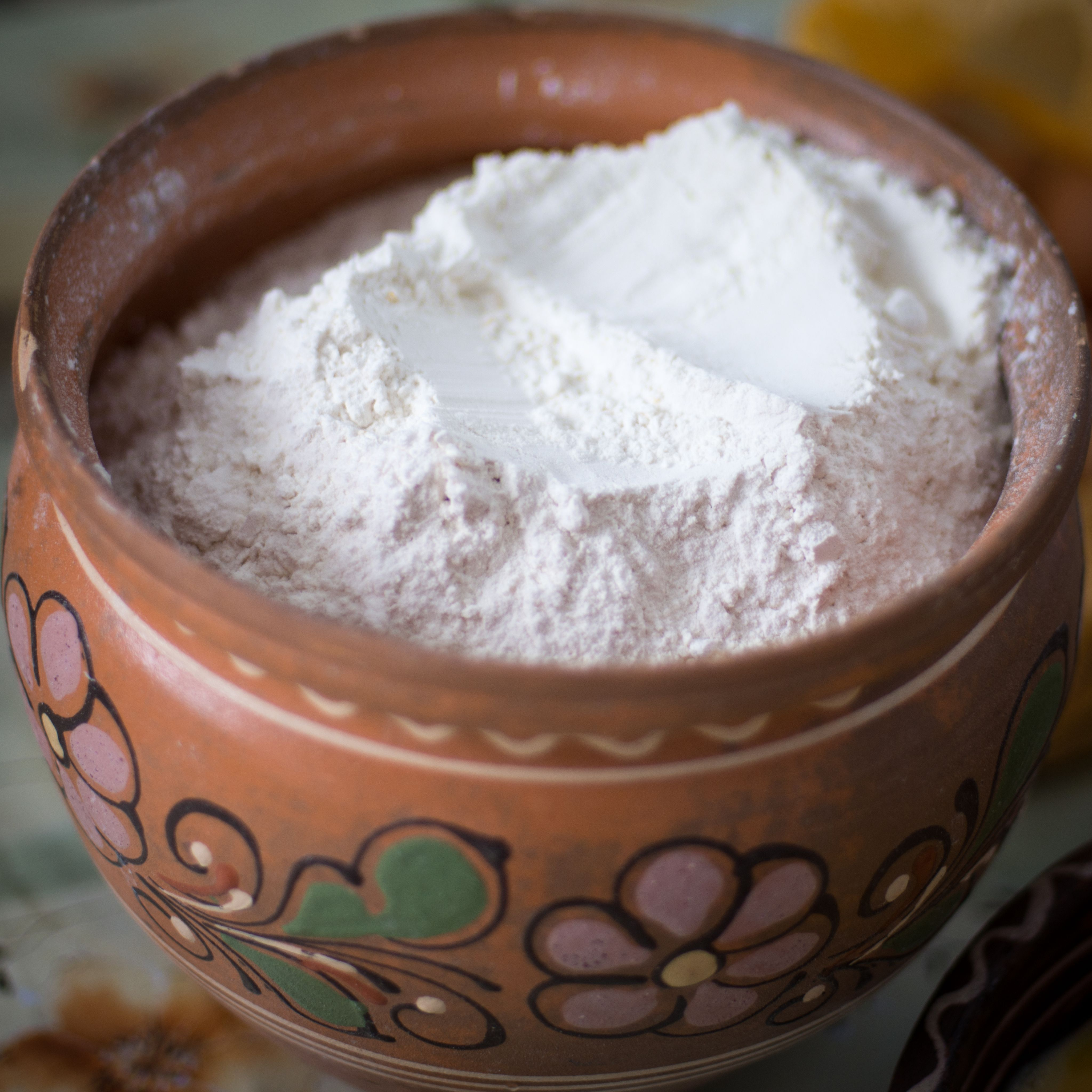
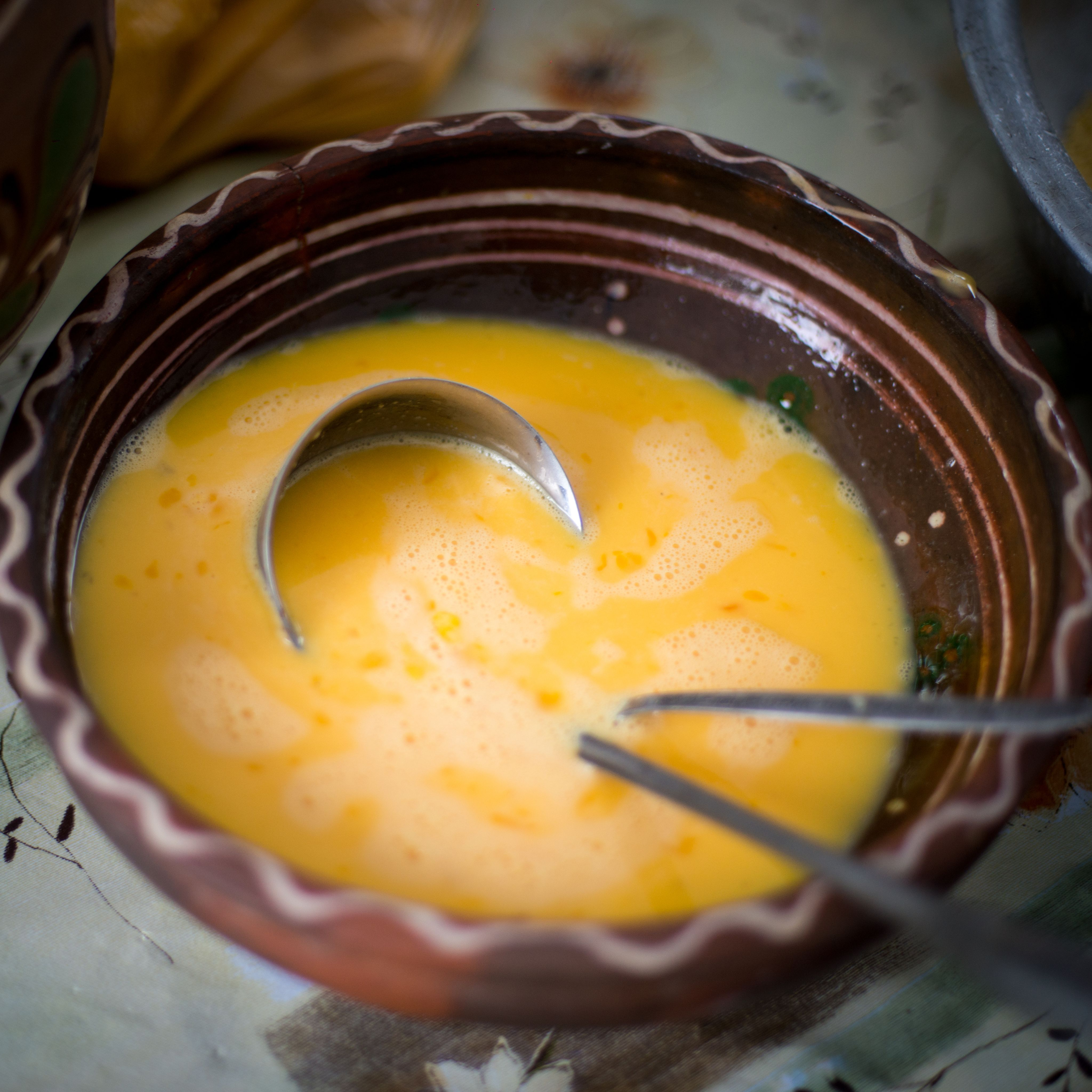
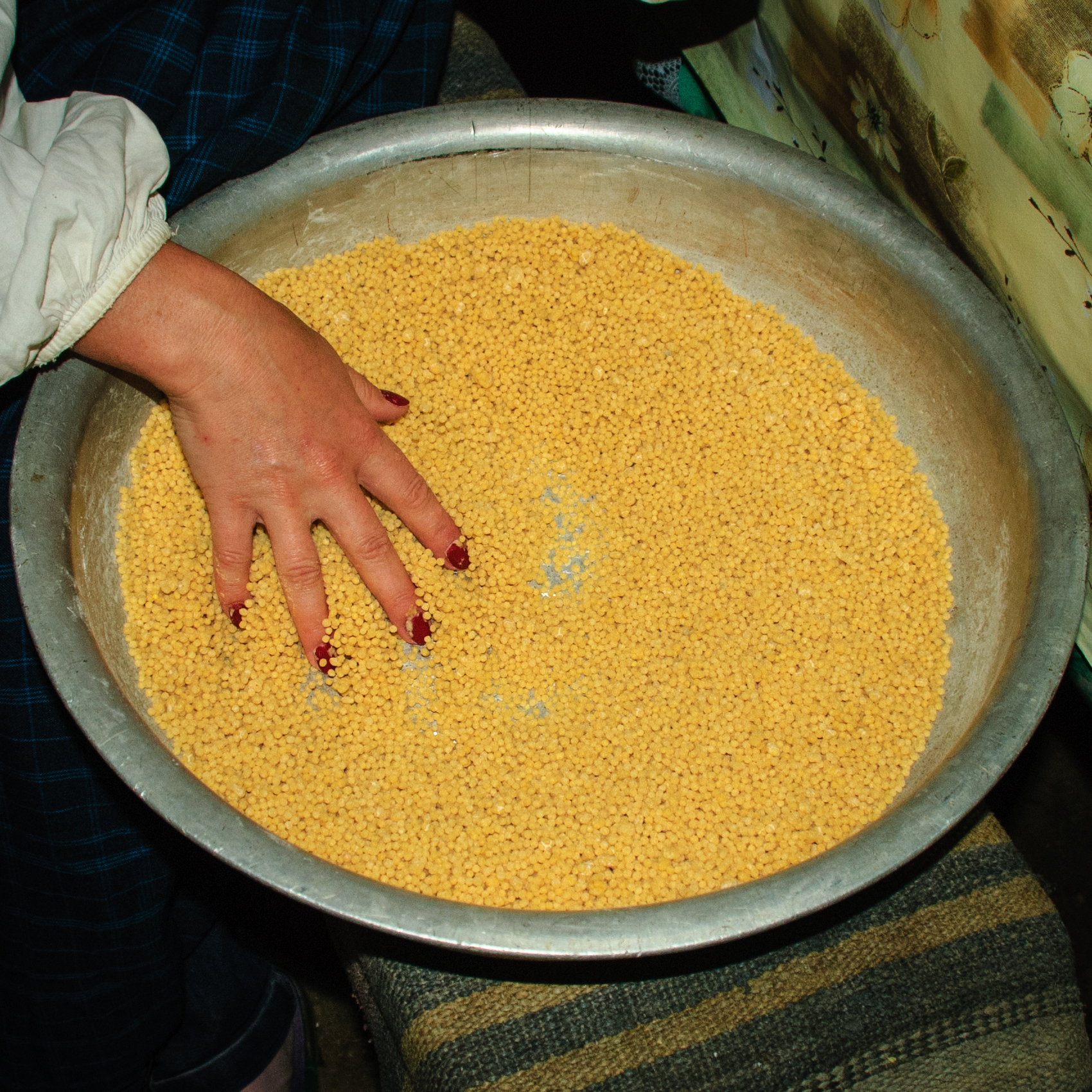
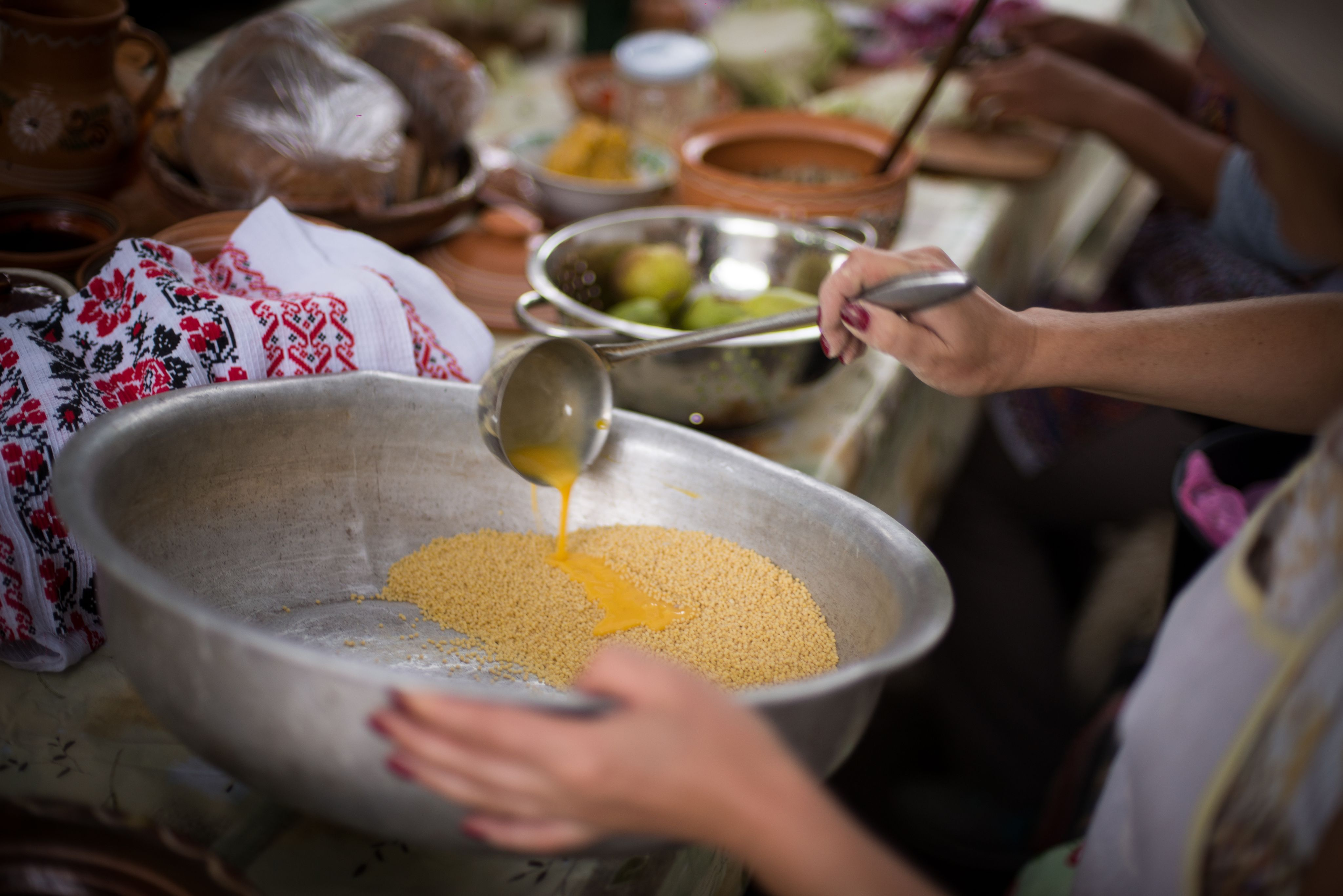
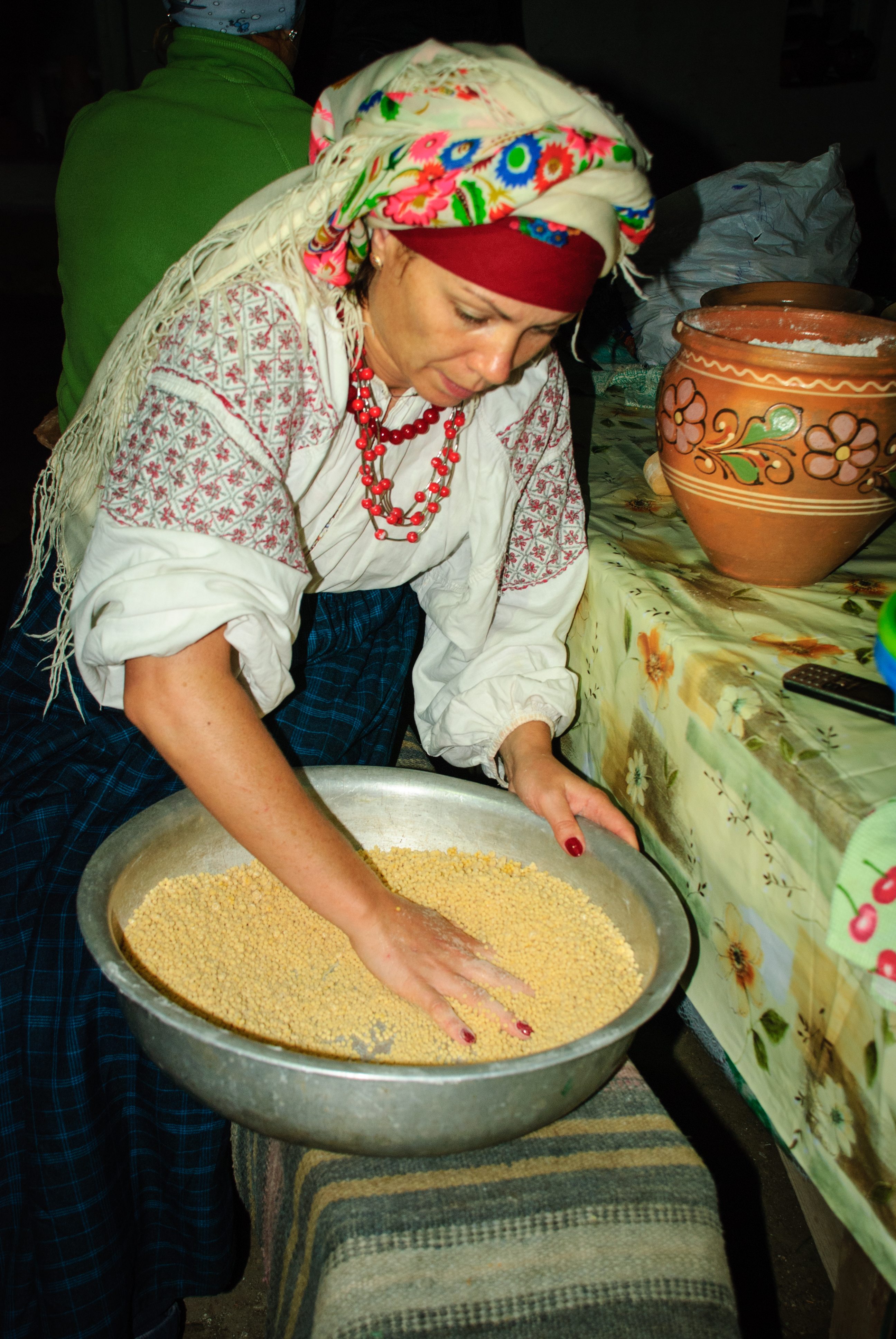
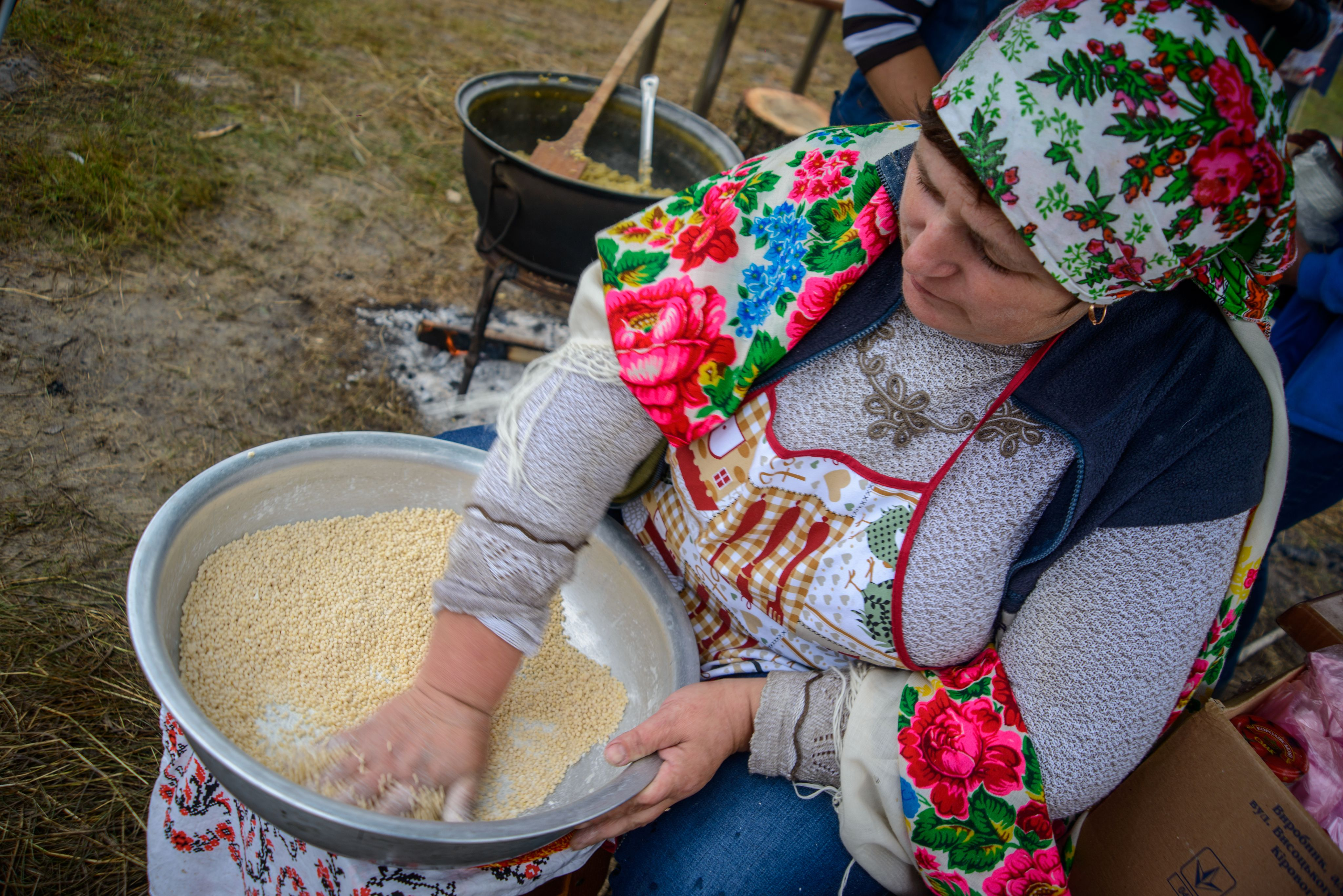
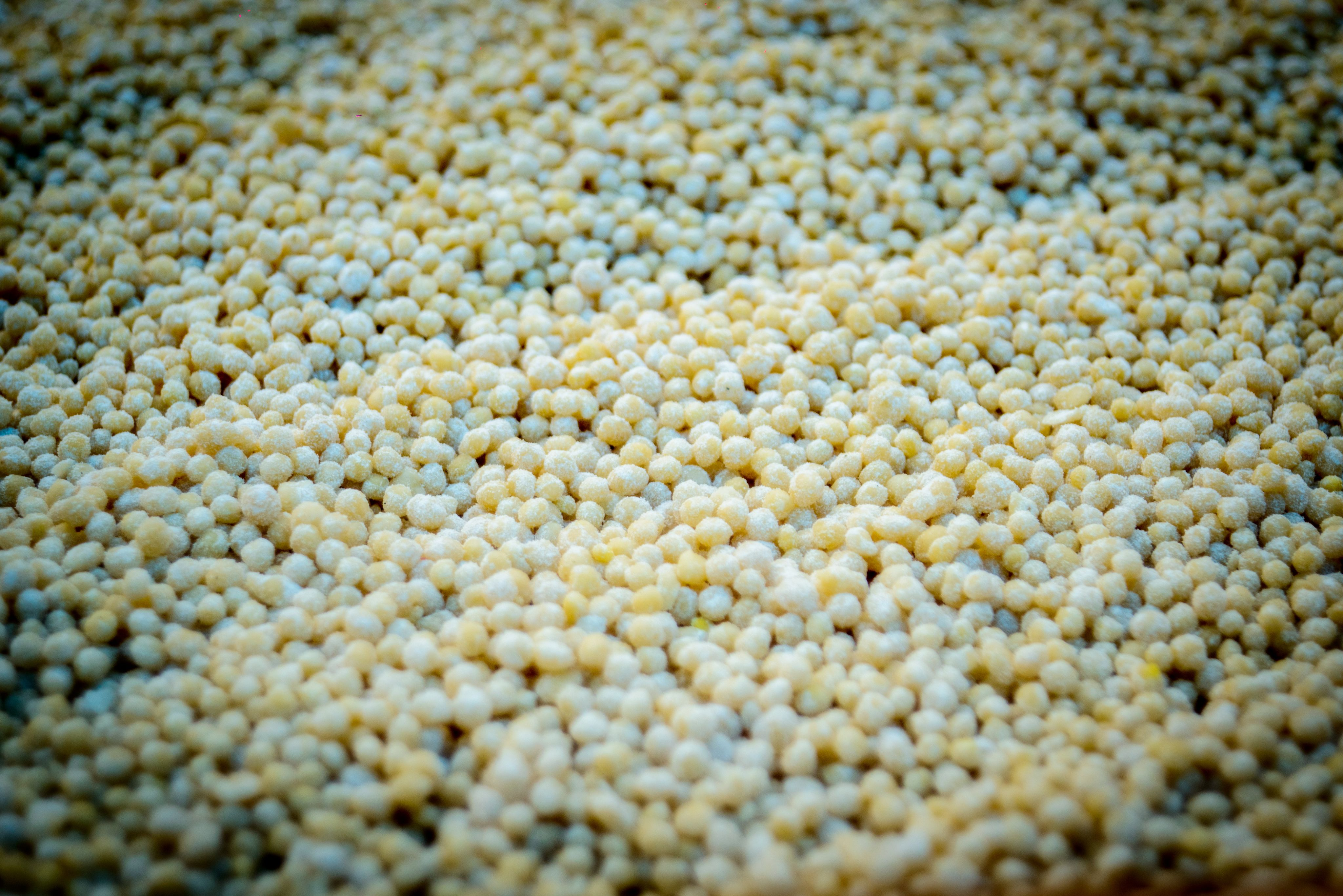
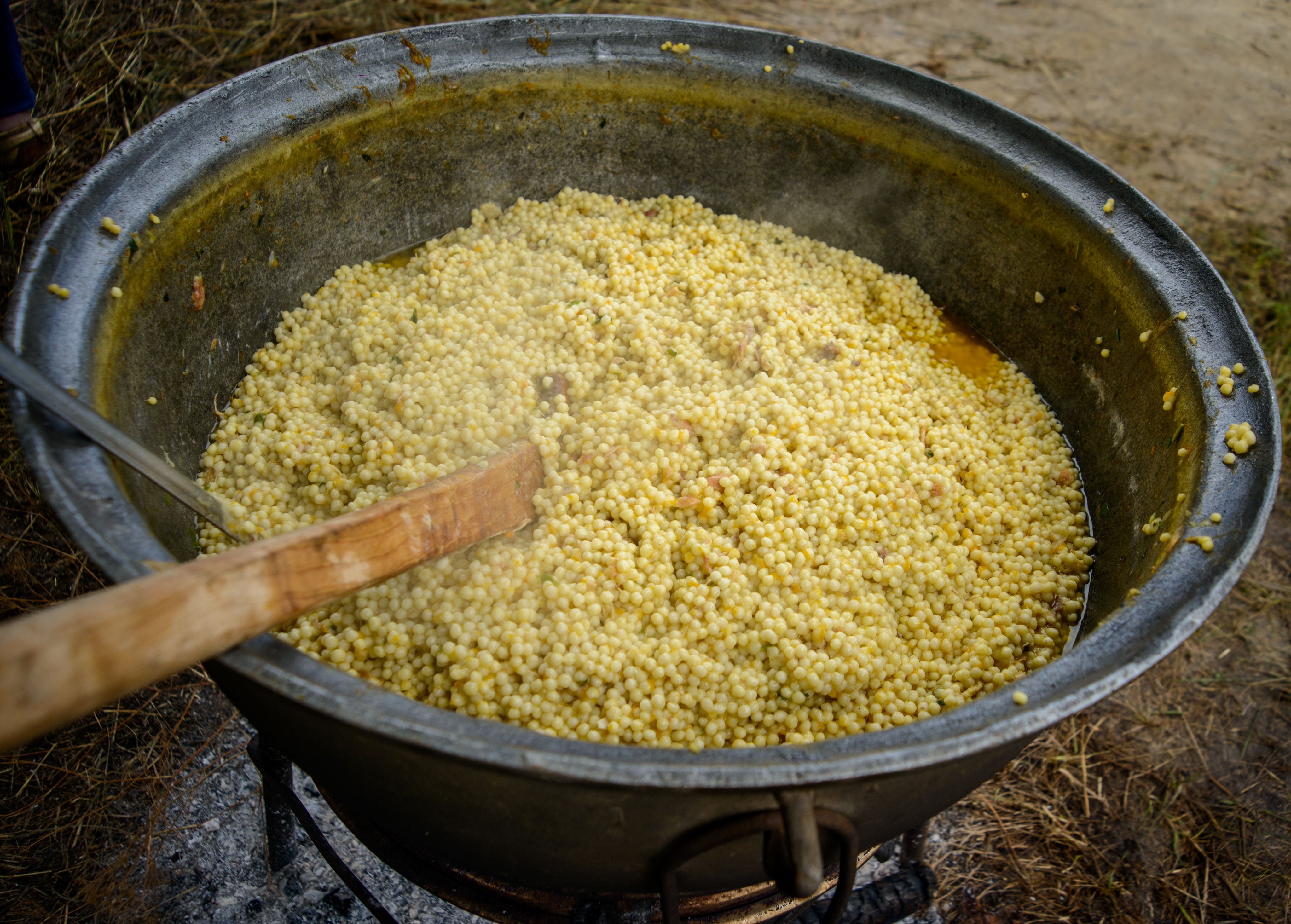
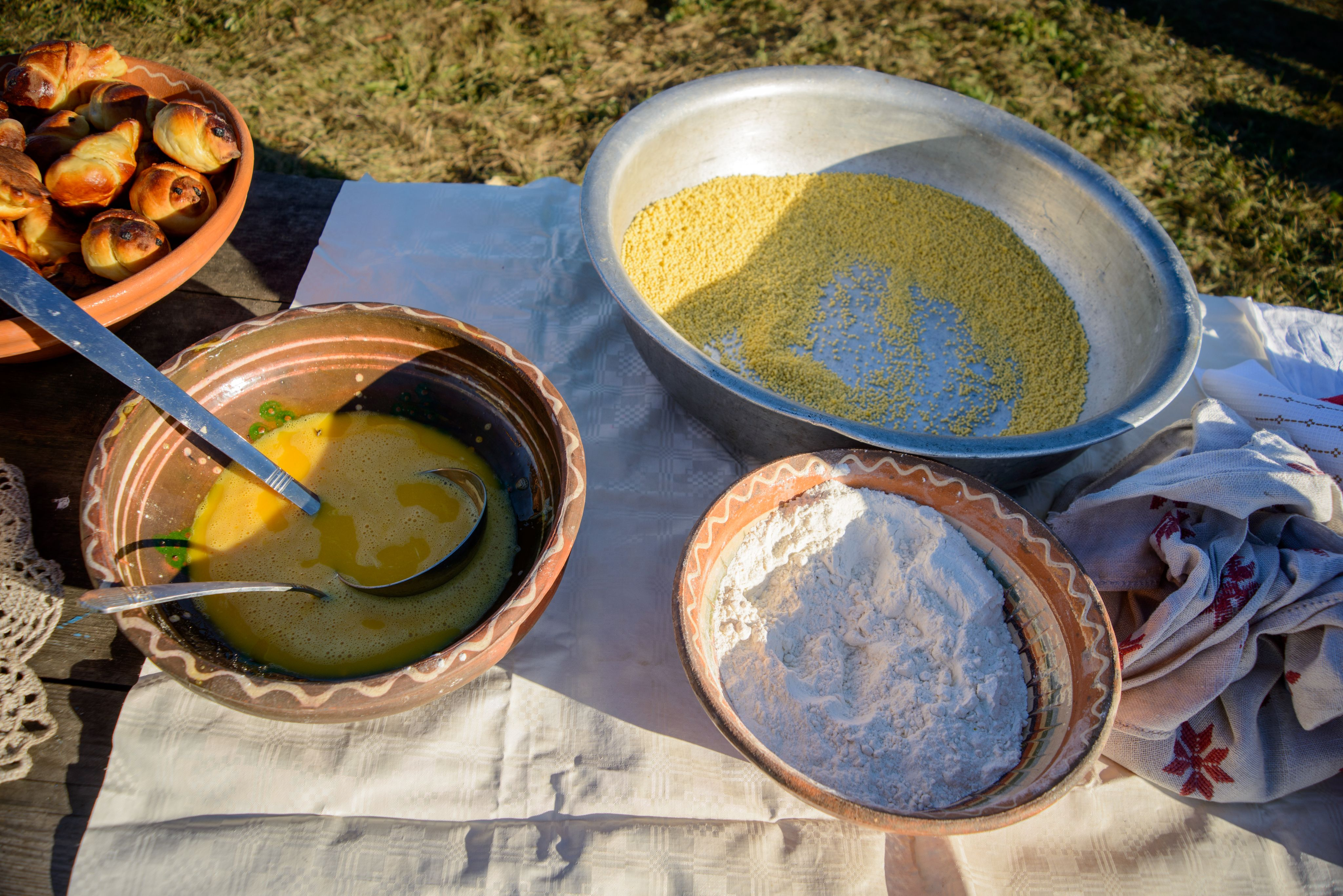
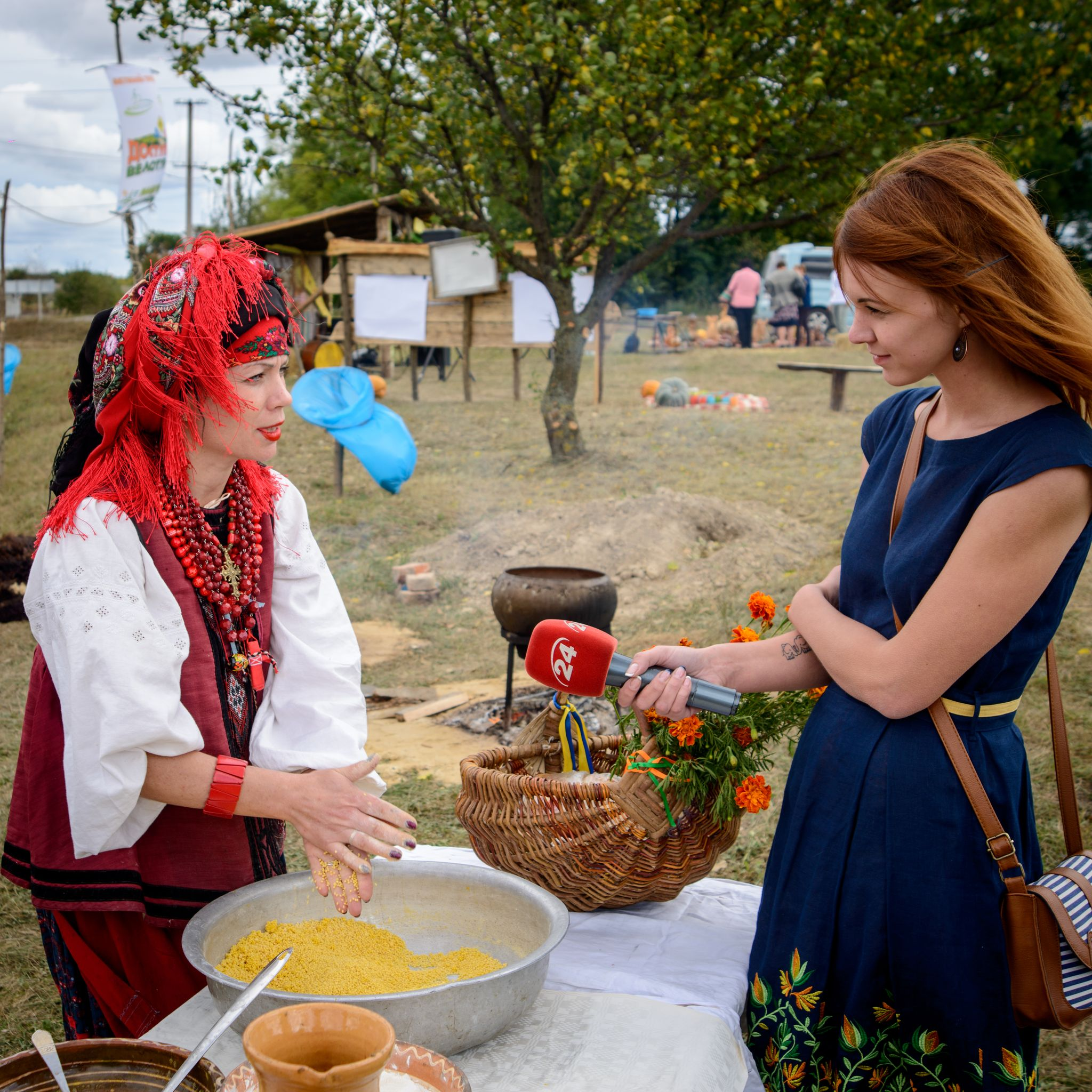
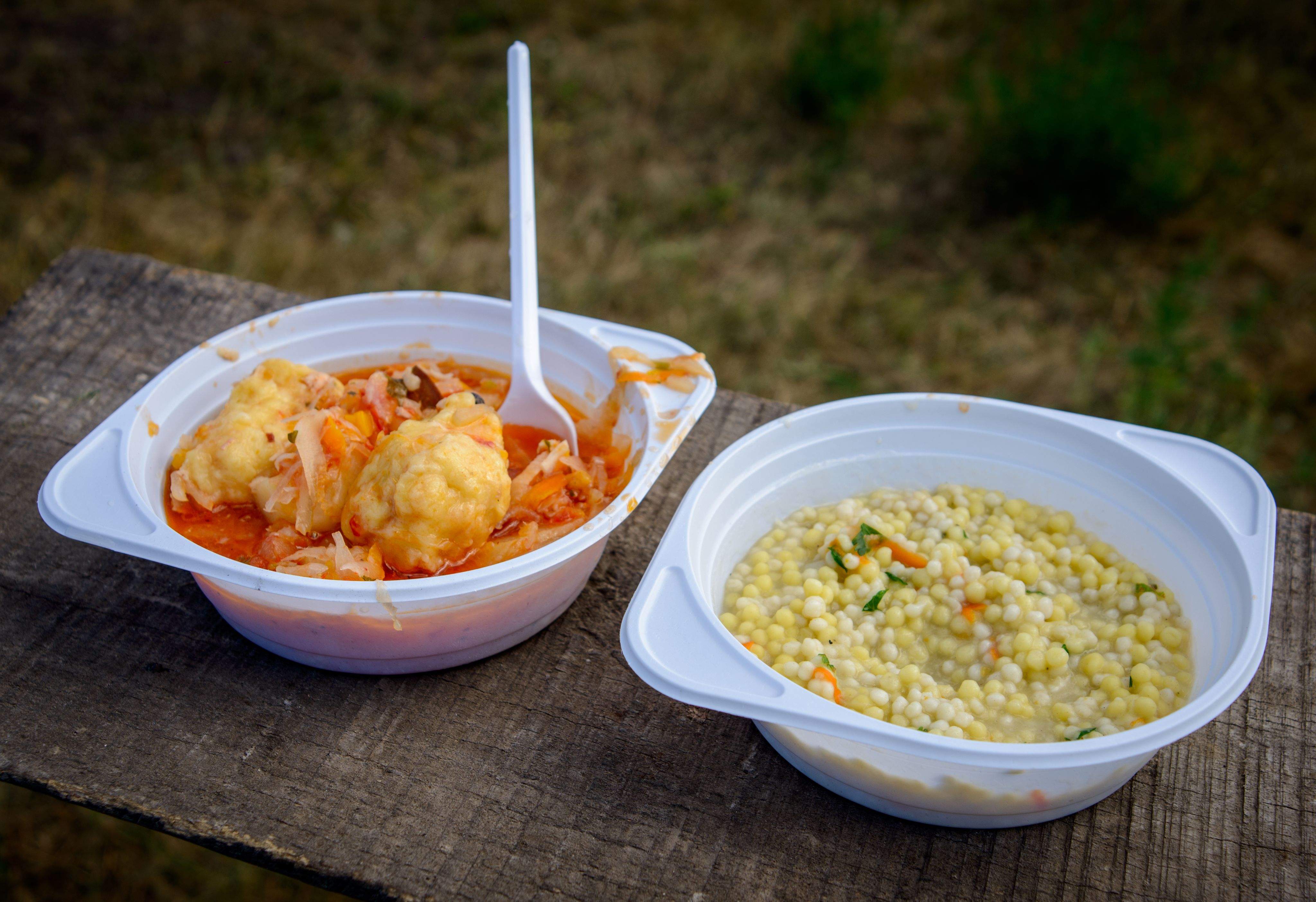